# Acton, Kalifornien
Acton är en ort (CDP) i Los Angeles County, i delstaten Kalifornien, USA. Enligt United States Census Bureau har orten en folkmängd på 7 596 invånare (2010) och en landarea på 102 km².